# Mimosòidies
Les mimosòidies (mimosoideae) són un conjunt d'espècies vegetals que formen una de les tres subfamílies en què es divideix la família de les lleguminoses o fabàcies (fabaceae).
Són arbres, herbes, lianes i arbustos que creixen principalment en climes tropicals i subtropicals. Es componen d'un clade, anteriorment situat al nivell de subfamília o família de la família de les plantes amb flor Fabaceae (Leguminosae). En classificacions anteriors (per exemple, el sistema Cronquist), les Mimosoideae es refereix al que abans es considerava la tribu Mimoseae.
Les Mimosoideae comprenen uns 40 gèneres i 2.500 espècies.

## Característiques
Les característiques inclouen flors en simetria radial amb pètals que són valvats (dividits dues vegades) en brot, i tenen nombrosos estams prominents i destacats. Entre les espècies d'aquesta subfamília més conegudes a les nostres terres hom pot mencionar la mimosa (Acacia dealbata) i algunes altres espècies del gènere Acacia.

## Taxonomia
Les mimosòidies es divideixen en cinc tribus. Es considera una família separada en el Sistema Cronquist de classificació (1981), mentre que en el sistema APG II (2003) és una subfamília de les lleguminoses.

### TribuAcacieae
- Acacia (actualment dividit en altres gèneres)

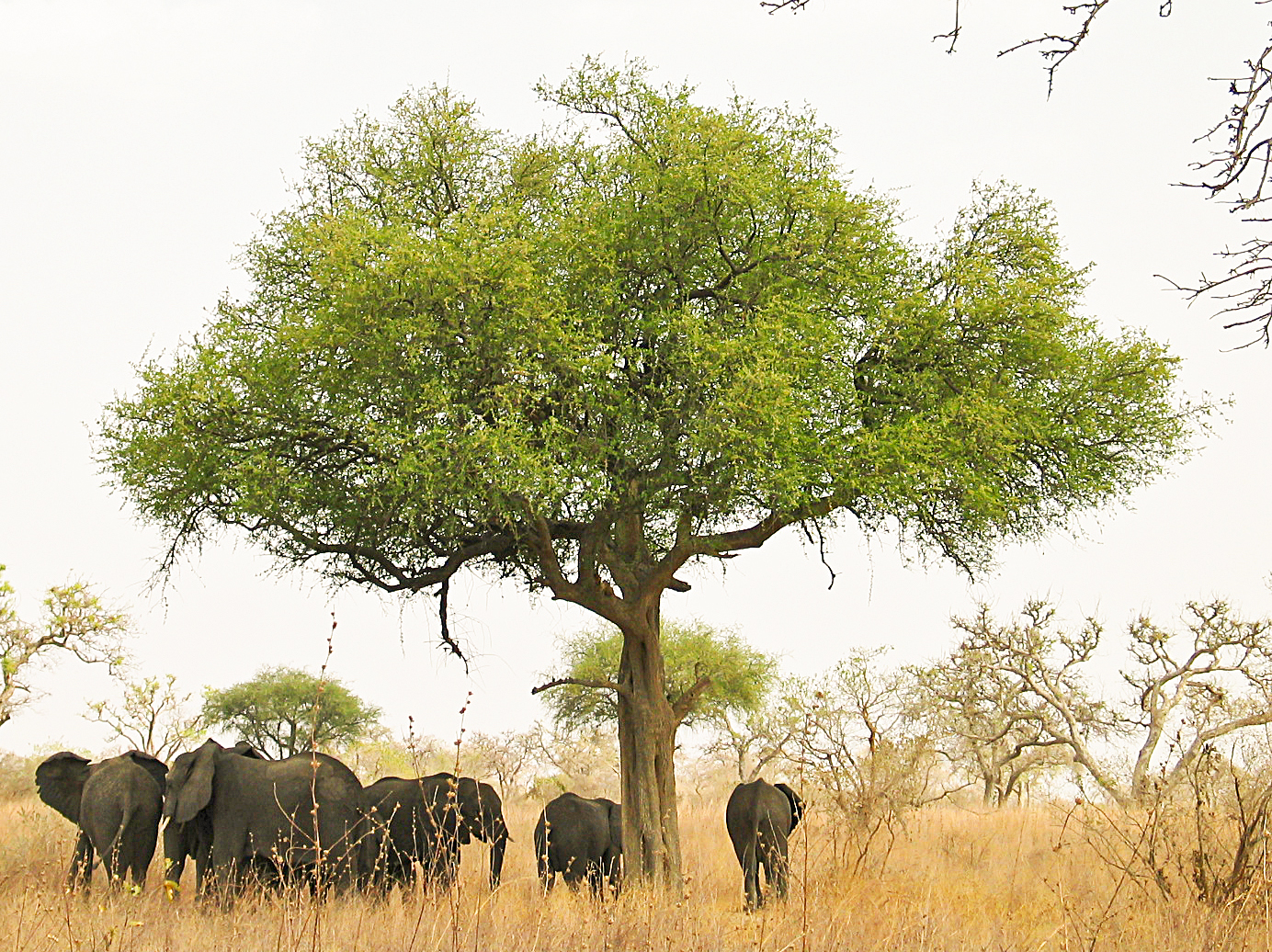
Arbre del gènere Acacia al Camerun.

- Faidherbia

### TribuIngeae
- Abarema
- Albizia
- Archidendron
- Archidendropsis
- Balizia
- Blanchetiodendron
- Calliandra
- Cathormion
- Cedrelinga
- Chloroleucon (sovint inclòs en el gènere Albizia)
- Cojoba
- Ebenopsis
- Enterolobium
- Falcataria
- Guinetia
- Havardia
- Hesperalbizia
- Hydrochorea
- Inga
- Lebeckia
- Leucochloron
- Lysiloma
- Macrosamanea
- Painteria
- Pararchidendron
- Paraserianthes
- Pithecellobium
- Pseudosamanea
- Samanea (sovint inclòs al gènere Albizia)
- Serianthes
- Sphinga
- Wallaceodendron
- Zapoteca
- Zygia

### TribuMimoseae

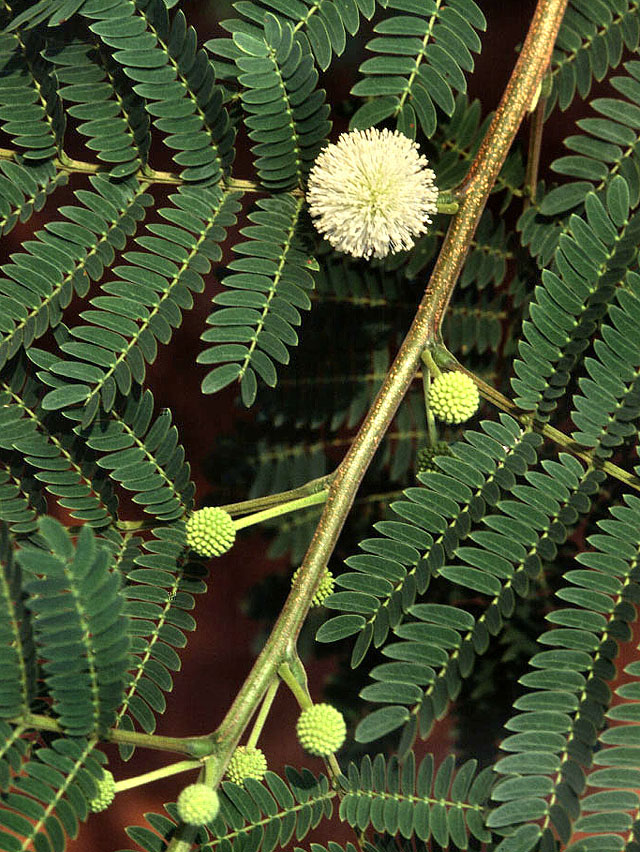
Leucaena leucocephala, utilitzada sovint com a planta farratgera.

- Adenanthera
- Adenopodia
- Alantsilodendron
- Amblygonocarpus
- Anadenanthera
- Aubrevillea
- Calliandropsis
- Calpocalyx
- Cylicodiscus
- Desmanthus
- Dichrostachys
- Elephantorrhiza
- Entada
- Fillaeopsis
- Gagnebina
- Indopiptadenia
- Kanaloa
- Lemurodendron
- Leucaena
- Microlobius
- Mimosa
- Neptunia
- Newtonia
- Parapiptadenia
- Piptadenia
- Piptadeniastrum
- Piptadeniopsis
- Plathymenia
- Prosopidastrum
- Prosopis
- Pseudopiptadenia
- Pseudoprosopis
- Schleinitzia
- Stryphnodendron
- Tetrapleura
- Xerocladia
- Xylia

### TribuMimozygantheae
- Mimozyganthus

### TribuParkieae
- Parkia
- Pentaclethra